# Kwartier Marinebasis Zeebrugge
Kwartier Marinebasis Zeebrugge is een kwartier van de Belgische Defensie en de belangrijkste marinebasis van de Marinecomponent van Defensie. Het is de hoofdbasis van de Marinecomponent, hoewel een deel van de marinestaf gelegen is in de Admiraliteit Benelux in het Nederlandse Den Helder, onder het commando van de Admiraal Benelux.
De basis, met twee tijdokken is gelegen in de voorhaven van de Zeehaven van Brugge, gelegen aan de Noordzee.
Het eerste meest oostelijke tijdok is aangelegd tussen 1969 en 1976 om in te gaan op de vraag van de NAVO Zeebrugge tot een strategische continentale militaire aanvoerhaven uit te bouwen, met een open poort op zee. Het bouwontwerp dateert van 1968. In april 1969 startte de toen nog veel kleinere firma Denul uit Hofstade bij Aalst samen met de firma Pieux Franky, in opdracht van het Ministerie van Openbare Werken, met de bouw van het eerste marinedok. De westerkaai werd 410 m lang, de oosterkaai 430 m. De breedte van het dok bedraagt 150 m en de waterdiepte bij laagwater bedraagt 7 m. Op de westerkaai werd een ontschepingshelling aangelegd voor het afladen van NAVO-materieel. Dit dok werd op 27 september 1976 geopend door minister van Defensie Van den Boeynants in aanwezigheid van prins Albert en viceadmiraal Van Dyck. Tijdens die openingsplechtigheid werd ook de eerste steen gelegd van het gebouwencomplex van de nieuwe basis waaronder een wachtlokaal, een infirmerie en een loodsen logementsblok. Die basis werd in dienst genomen in 1978 en verder uitgebreid in 1981.
Tussen 1983 en 1985 werd een tweede dok met bijhorende infrastructuur gebouwd, om mijnenbestrijdingsvaartuigen te laten afmeren. De kaailengte van dit tijdok was 1000 m, de diepte bij laagwater was eveneens hier 7 m. In de jaren negentig werd de basis verder uitgebouwd met bijkomende gebouwen.
De Mine countermeasure vessels Operational Sea Training (MOST), de trainingseenheid voor mijnenbestrijdingsvaartuigen, is gelegen in het Kwartier Marinebasis Zeebrugge. Bemanningen doorlopen er een wapentraining,  leren er alle vaardigheden aan om efficiënt en veilig operaties te kunnen uitvoeren en evalueren en verbeteren de veiligheid aan boord. De MOST test in realistische omstandigheden vooral Nederlandse en Belgische schepen, maar ook van andere NAVO-landen.
Op de basis bevindt zich ook onder meer het Maritiem Informatiekruispunt (MIK), sinds 2007 de operationele tak van de kustwacht in België. Douane, scheepvaartpolitie en Defensie bewaken hier de naleving van alle wetten op zee, met als opdrachten misdrijven op zee zoals illegale visvangst en drugssmokkel opsporen, de scheepvaartbewegingen in beeld brengen en informatie leveren over zeeschepen en hun positie en steun leveren bij noodsituaties, onder meer met de Ready Duty Ships P901 Castor en P902 Pollux en fungeren als nationaal meldpunt voor vervuiling op zee.
Commandant van de basis is sinds 2019 Fregatkapitein Luc Desanghere. Er werken naargelang het aantal aangemeerde schepen 1000 tot 1500 militairen.

## Vloot

### Fregatten
- F930 Leopold I (1991)
- F931 Louise-Marie (1991)

### Mijnenjagers
- M915 Aster (1985-2018)
- M916 Bellis (1986)
- M917 Crocus (1987)
- M921 Lobelia (1989)
- M923 Narcis (1991)
- M924 Primula (1991)

### Logistiek steun- en commandoschip
- A960 Godetia (1966-2021)

### Oceanografisch onderzoeksschip
- A962 Belgica

#### Kustwachtvaartuig
- P901 Castor (2014)
- P902 Pollux (2015)

#### Zeilend schoolschip
- A958 Zenobe Gramme (1961)